# خانه شلوغ ۴
خانه شلوغ ۴ (به هندی: Housefull 4) یا خانه پر است ۴ فیلمی محصول سال ۲۰۱۹ و به کارگردانی ساجید-فرهاد است. در این فیلم بازیگرانی همچون آکشی کومار، ریتیش دشموک، بابی دئول، کریتی سانون، پوجا هگده، کریتی کارباندا، چانکی پاندی، رانا داگوباتی، رانجیت، شاراد کلکار، جانی لور، جامی لور، نوازالدین صدیقی، پاریکشیت سهنی ایفای نقش کرده‌اند. ژانر این فیلم کمدی،تاریخی بوده.